# Associazione Sportiva Dilettantistica GEAS Basket 2014-2015
Questa voce raccoglie le informazioni riguardanti il Geas Basket Sesto San Giovanni nelle competizioni ufficiali della stagione 2014-2015.

## Stagione
La stagione 2014-2015 è la seconda consecutiva che il Geas Basket di Sesto San Giovanni, sponsorizzato Paddy Power, ha disputato in Serie A2.
L'8 marzo 2015 conquista a Rimini la Coppa Italia di Serie A2.
Il 9 maggio 2015 vince i play-off in gara 3 contro Magika Castel San Pietro e viene promossa in Serie A1.

## Verdetti stagionali
Competizioni nazionali
- Serie A2:

stagione regolare: 2º posto su 8 squadre (12-2);
poule promozione: 2º posto su 6 squadre (8-2)
play-off: Vincitrice contro Castel San Pietro (2-1).
- Coppa Italia di Serie A2:

finale vinta contro Ferrara (62-54).

## Rosa
|    | Naz.                                       | Ruolo | Sportivo             | Anno | Alt. |  |       |
| -- | ------------------------------------------ | ----- | -------------------- | ---- | ---- |  | ----- |
|    | Italia (bandiera)                          | A     | Benedetta Bonomi     | 1997 | 181  |  |       |
|    | Italia (bandiera)                          | A     | Laura Galiano        | 1997 | 180  |  |       |
| 4  | Italia (bandiera)                          | A     | Valentina Grassia    | 1998 | 183  |  | [ 4 ] |
| 5  | Italia (bandiera)                          | P     | Giulia Arturi        | 1987 | 175  |  |       |
| 6  | Italia (bandiera)                          | AC    | Federica Tognalini   | 1991 | 182  |  | [ 5 ] |
| 6  | Italia (bandiera)                          | PG    | Alice Ranzini        | 1997 | 179  |  |       |
| 7  | Italia (bandiera)                          | PG    | Martina Kacerik      | 1996 | 181  |  |       |
| 8  | Italia (bandiera)                          | GA    | Francesca Galli      | 1994 | 178  |  |       |
| 9  | Italia (bandiera)                          | GA    | Francesca Cassani    | 1995 | 175  |  |       |
| 10 | Italia (bandiera)                          | GA    | Carlotta Picco       | 1996 | 173  |  |       |
| 12 | Italia (bandiera)                          | P     | Francesca Gambarini  | 1995 | 168  |  |       |
| 13 | Italia (bandiera)                          | P     | Elisabetta Mazzoleni | 1994 | 175  |  |       |
| 14 | Italia (bandiera)                          | A     | Arianna Beretta      | 1996 | 178  |  |       |
| 15 | Italia (bandiera)                          | A     | Beatrice Barberis    | 1995 | 178  |  |       |
| 17 | Stati Uniti (bandiera) · Italia (bandiera) | C     | Maria Laterza        | 1989 | 191  |  |       |
| 18 | Italia (bandiera)                          | G     | Giulia Giorgi        | 1993 | 175  |  |       |
| 21 | Italia (bandiera)                          | C     | Elisa Bonomi         | 1994 | 185  |  |       |

## Risultati

### Coppa Italia di Serie A2

#### Tabellone
|  | Semifinali          | Semifinali          | Semifinali |      |                     | Finale              | Finale | Finale |  |
|  |                     |                     |            |      |                     |                     |        |        |  |
|  | Bonfiglioli Ferrara | Bonfiglioli Ferrara | 57         |      |                     |                     |        |        |  |
|  | Bonfiglioli Ferrara | Bonfiglioli Ferrara | 57         |      |                     |                     |        |        |  |
|  | Pall. Torino        | Pall. Torino        | 55         |      |                     |                     |        |        |  |
|  | Pall. Torino        | Pall. Torino        | 55         |      | Bonfiglioli Ferrara | Bonfiglioli Ferrara | 54     |        |  |
|  |                     |                     |            |      | Bonfiglioli Ferrara | Bonfiglioli Ferrara | 54     |        |  |
|  |                     |                     | GEAS       | GEAS | 62                  |                     |        |        |  |
|  | Magika              | Magika              | GEAS       | GEAS | 62                  | 49                  |        |        |  |
|  | Magika              | Magika              |            |      |                     |                     |        |        |  |
|  | GEAS                | GEAS                | 53         |      |                     |                     |        |        |  |

#### Semifinale
| Arbitri: | Alberto Perocco Michela Padovano |

|                  |          |               |
| S. Ballardini 13 | Punti    | 20 G. Arturi  |
| S. Vespignani 3  | Assist   |               |
| S. Ballardini 10 | Rimbalzi | 13 M. Laterza |

#### Finale
| Rimini 8 marzo 2015, ore 17:15 UTC+1 | Bonfiglioli Ferrara Basket | 54 – 62 (8-9, 27-25, 41-50) referto | Geas Basket | Arena Atene 2004 |
| \| \| \| \| \| M. Rosset 15 \| Punti \| 16 B. Barberis \| \| C. Mini 3 \| Assist \| 6 G. Arturi \| \| M. Rosset 9 \| Rimbalzi \| 10 F. Tognalini \| |                            |                                     |             |                  |
| |                            |                                     |             |                  |
| M. Rosset 15 | Punti                      | 16 B. Barberis                      |             |                  |
| C. Mini 3 | Assist                     | 6 G. Arturi                         |             |                  |
| M. Rosset 9 | Rimbalzi                   | 10 F. Tognalini                     |             |                  |